# Яжбахтінка
Яжба́хтінка (рос. Яжбахтинка) — річка в Малопургинському та Кіясовському районах Удмуртії, Росія, ліва притока Шихостанки.
Річка починається на північно-східній околиці села Кутер-Кутон. Протікає на південний схід до кордону із Кіясовським районом. Потім тече на південний захід з плавним поворотом на південний схід. Впадає до Шехостанки нижче села Яжбахтіно. Витоки та гирло оброслі лісом.
На річці розташовані села Кутер-Кутон та Яжбахтіно, в останньому збудовано 2 автомобільні мости.